# Christenheid
Het woord christenheid (Latijn: christianitas; Engels: Christendom) heeft ruwweg drie betekenissen:
- de verzameling van iedereen die zich "christen" noemt en alles wat zich "christelijk" noemt;[2]
- de culturele en maatschappelijke constellatie waarin het christendom een vanzelfsprekende en centrale plaats inneemt;[1]
- een synoniem van het woord "christendom" (nu zeldzaam).[2]

Volgens Deens filosoof Søren Kierkegaard (1813–1855) behoort alles wat te maken heeft met wat christenen zeggen over God tot het terrein van de christenheid, en behoort alles wat Gods Woord over christenen zegt tot het christendom.
Nederlands kerkhistoricus Peter Nissen definieert "christenheid" als 'de culturele en maatschappelijke constellatie waarin het christendom een vanzelfsprekende en centrale plaats inneemt.' Volgens Nissen was anno 2017 'de tijd van de vanzelfsprekende christenheid en van de volkskerken in Europa zo goed als ten einde.' In plaats daarvan zou Europa zich bewegen naar 'een situatie waarin het christendom en de kerken van het centrum naar de marge zijn verdrongen', die hij "postchristenheid" noemt.